# 示談交渉人甚内たま子裏ファイル
『示談交渉人 甚内たま子裏ファイル』（じだんこうしょうにん じんないたまこうらファイル）は、2001年から2008年までTBS系で放送されたテレビドラマシリーズ。全6回。主演は渡辺えり（第5作までは渡辺えり子名義）。
放送枠は「月曜ミステリー劇場」（第1作 - 第4作）、「月曜ゴールデン」（第5作 - 第6作）。
2011年から2014年まで、高畑淳子主演で出演者と設定を一新した新シリーズ『新・示談交渉人 裏ファイル』が放送された。

## キャスト

### 大日東保険
甚内たま子
演 - 渡辺えり（第5作までは渡辺えり子名義）
損害調査部の示談交渉人。11年前に夫を交通事故で亡くしている（第1作にて）。
九条道彦
演 - 北原雅樹（第1作 - 第4作）
たま子の後輩。第5作では転勤している。
住倉公平
演 - 宇梶剛士（第5作・第6作）
損害調査部に、転勤した九条に代わり名古屋から転勤してきた同僚。勝田の大学の後輩。
ミスター社弁（社内弁護士の略）の異名を持つほどに法律に詳しい男。
園部淳一
演 - 平泉成
たま子の上司（課長）。たま子の夫が亡くなった交通事故の示談交渉人でもある（第1作にて）。
勝田守
演 - 小野武彦
たま子の上司（部長）。「保険金を支払うことは会社にとって損害だ」がポリシーであり、ことあるごとにたま子をはじめとする部下にうるさく言う。

### ハピネス・ジャパン
立木美帆
演 - 洞口依子
大日東保険のライバル保険会社ハピネス・ジャパンの示談交渉人。元はたま子の後輩。
平野葉子
演 - 小林千晴（第4作 - 第6作）
示談交渉人。立木美帆の後輩。

### たま子の親族
甚内司
演 - 山田孝之（第1作 - 第3作）、二月末（第4作・第5作）、橋本淳（第6作）
たま子の息子。
斉藤睦子
演 - 岸田今日子（第1作 - 第4作）
たま子の母親。第5作ではたま子が睦子に電話をかけているシーンがある。

### ゲスト
第1作「豪快おばあちゃん調査員登場激突事故が招く暗闇の殺人…迷推理!? で偽証言を暴け」（2001年）
- 森田初栄（森田の妻） - 絵沢萠子
- 野中勇治（小料理屋） - ガダルカナル・タカ
- 嶋村瑛子 - 寿ひずる
- 嶋村理沙（瑛子の娘） - 内藤陽子
- 鈴木拓也（バイク便会社のアルバイトの学生） - 塚本高史
- 森田誠治（警備員） - 品川徹
- バイク便会社社長 - 飯田基祐
- 野中民子（野中の妻） - 今村明美
- 看護師 - 川俣しのぶ
- 事務員 - 児玉多恵子
- 社員 - 関口徹哉
- 加藤（交通事故の加害者） - 川口丈文
- 交通課長 - 有賀泰三
- 亀井 - 深水三章
- 伊東貴明、菊池均也、田口主将、田中準、小合基夫、谷藤太、和田啓、木村令子

第2作「事故死の夫に保険金はゼロ? 戸籍を失った男と臨月の妻が隠す過去…人情保険屋たま子が命がけの救出劇」（2002年）
- 大澤卓男（山口の上司） - 石橋蓮司
- 川島佳代子（福田紀夫の不倫相手） - いしのようこ
- 小林達治（福田紀夫の友人） - 豊原功補
- 福田治繁（駒田運送 トラック運転手） - 長谷川哲夫
- 福田康子（福田の妻） - 柳川慶子
- 駒田（駒田運送 社長） - 上田耕一
- 渡辺香織（パン屋・司の中学の先輩） - つぐみ
- 亀山雅彦（鶴丸タクシー 運転手） - 掛田誠
- 福田克夫（福田の長男） - 山崎清介
- 吉村雅美（福田の長女） - 宮田早苗
- 福田繁（福田の三男・大学生） - 大山健
- 柿崎（トラック運転手・福田の後輩） - 中里栄臣
- 山口（タクシー客） - 田中哲司
- 渡辺朱美（香織の娘） - 井上楓香

第3作「交通事故で死んだ兄に保険金ゼロ!? 加害者の車は無保険だった…あたり屋と仕組んだ罠を暴け」（2004年）
- 吉野健児（保の弟） - 前田耕陽
- 吉野美智子（保の妻） - 伊藤裕子
- 花村恵 - 白石マル美
- 野辺山愛子（野辺山整形外科病院 事務局長） - 石井苗子
- 関根（個人タクシードライバー） - 藏内秀樹
- 須藤ミツル - 八代真吾
- 吉野淳也（保と美智子の息子） - 當間竣
- 吉野保（ヨシノ水道設備 経営者） - 布川敏和
- 鈴木 - 辺見務
- 倉田長治（自転車の老人） - つじしんめい
- 大多喜（大多喜モータース 社長） - 綾田俊樹

第4作「目撃者ゼロ!? 真夜中の事故は不倫心中か…手がかりは赤い交差点に! 豪快たま子が真実に迫る」（2005年）
- 杉田昭夫（辰巳自動車学校 教官） - 林隆三
- 三村啓美（戸山病院 看護師・正文の同級生） - 大西結花
- 川久保良太（山崎陸運 トラック運転手） - 小市慢太郎
- 川久保マキ（川久保の妻） - 一戸奈未
- 杉田正文（中学校の理科の教諭・昭夫と清子の息子） - 北嶋哲也
- 三村剛（啓美の夫・サッカーコーチ） - 積圭祐
- 三村亜美（三村と啓美の娘） - 飯野芹菜
- 杉田清子（昭夫の妻） - 草村礼子
- 末永（タクシードライバー） - 星ルイス
- 警視庁城山警察署 刑事 - 大西武志
- 辰巳自動車学校 生徒 - 八代貴晴
- 通夜の参列者 - 横村直子、おぎのきみ子、持田尚美
- 山崎克典（山崎陸運 社長） - 不破万作
- 百々田（ラーメン屋台の主人） - 横山あきお

第5作「真夜中に起きたバイク事故…夫は殺されたのか? 保険金4千万円を巡る嫁と舅の大戦争」（2007年）
- 森田美由紀（克也の妻） - 高橋かおり
- 向井京子（聡太の母） - 橘ゆかり
- 坂口真（ミキサー車運転手） - 佐伯新
- 森田克也（源太郎の息子・元暴走族） - 平野貴大
- 冒頭の犬の飼主 - 吉永雄紀、石村実伽
- 好江（和菓子屋女将） - 角替和枝
- 仕事をしない夫とその妻 - 山本大介、杉浦美帆
- 冒頭の通行人 - 鷹觜喜洋子、青木朋一、野川光雄
- 向井聡太（小学生） - 宮西直輝
- 森田勇也（克也と美由紀の息子） - 海瀬叶
- 岡持 - 西本竜樹
- 住倉を刑事と思い話しかけた男 - 岡田正典
- 森田源太郎（森田屋酒店 店主） - 綿引勝彦
- 有山尚宏、小田洋介、高見悠

第6作「不倫歯科医が事故死!? 保険金3億円に妻と愛人が対立…事故の真相を知る目撃者とは!?」（2008年）
- 北村千晶（北村の妻・汐見の娘） - いとうあいこ
- 小島みどり（北村の愛人） - 三輪ひとみ
- 北村隆（白い車の運転手・開業歯科医） - かなやす慶行
- 杉田健（赤いスポーツカーの運転手） - 鈴之助
- 白石彩花（アパレル店員） - 仲程仁美
- 汐見哲（個人タクシードライバー） - 山本圭
- 北村奈々（北村と千晶の娘・汐見の孫娘） - 川嶋紗南
- 北村翔太（北村と千晶の息子・奈々の弟・汐見の孫） - 小山颯
- 老婦人 - 赤木紀美子
- 走り屋 - 福田久
- 吉岡晴美（吉岡の妻） - 山口美也子
- 熊川香（デコトラ運転手） - パパイヤ鈴木
- 吉岡政行（そば屋店主・勝田の高校時代の同級生） - 小野寺昭

## スタッフ
- 原作 - 柳原三佳、浦野道行（｢示談交渉人裏ファイル｣ 角川書店刊より）
- 脚本 - 金谷祐子
- 監督 - 本橋圭太（第1作 - 第4作）、吉村達矢（第5作）、佐伯竜一（第6作）
- 編成 - 高野阿弥子（第5作）、寺島麻由（第6作）
- 技術協力 - 東通
- 美術協力 - フジアール
- プロデューサー - 大川博史
- 製作 - TBS、Joker

## 放送日程
| 話数 | 放送日        | サブタイトル                                                                                  | 脚本     | 監督     | 視聴率 |
| ---- | ------------- | --------------------------------------------------------------------------------------------- | -------- | -------- | ------ |
| 1    | 2001年6月18日 | 豪快おばあちゃん調査員登場激突事故が招く暗闇の殺人…迷推理!? で偽証言を暴け                    | 金谷祐子 | 本橋圭太 | 16.8%  |
| 2    | 2002年6月24日 | 事故死の夫に保険金はゼロ? 戸籍を失った男と臨月の妻が隠す過去…人情保険屋たま子が命がけの救出劇 | 金谷祐子 | 本橋圭太 | 14.9%  |
| 3    | 2004年1月19日 | 交通事故で死んだ兄に保険金ゼロ!? 加害者の車は無保険だった…あたり屋と仕組んだ罠を暴け          | 金谷祐子 | 本橋圭太 | 14.3%  |
| 4    | 2005年2月07日 | 目撃者ゼロ!? 真夜中の事故は不倫心中か…手がかりは赤い交差点に! 豪快たま子が真実に迫る          | 金谷祐子 | 本橋圭太 | 16.9%  |
| 5    | 2007年6月18日 | 真夜中に起きたバイク事故…夫は殺されたのか? 保険金4千万円を巡る嫁と舅の大戦争                  | 金谷祐子 | 吉村達矢 | 17.5%  |
| 6    | 2008年5月26日 | 不倫歯科医が事故死!? 保険金3億円に妻と愛人が対立…事故の真相を知る目撃者とは!?                 | 金谷祐子 | 佐伯竜一 | 12.2%  |

- 視聴率はビデオリサーチ調べ、関東地区・世帯